# تسیانوفانا
تسیانوفانا (به لاتین: Tsianofana) یک منطقهٔ مسکونی در ماداگاسکار است که در ونگایندرانو واقع شده‌است. تسیانوفانا ۵٬۰۰۰ نفر جمعیت دارد.